# Carol Connors
Carol Connors (13 de noviembre de 1952 - Nueva Jersey, Estados Unidos) es una actriz pornográfica reconocida internacionalmente por su papel en la película Garganta profunda, junto a Linda Lovelace. Actuó entre 1972 y 1986, con una treintena de títulos protagonizados. Es la madre de la actriz Thora Birch.

## Biografía
Debutó en el cine convencional, en 1965 con la película Peligro línea...700, pero no obtuvo mucho éxito con su personaje. En 1972 decidió probar suerte como actriz pornográfica, debutando la película Garganta profunda, junto a Linda Lovelace. Con veinte años de edad, grabó cinco películas en ese primer año de carrera en el porno. Protagonizó en 1978 Las aventuras eróticas de Candy, donde apareció en escenas de sexo con su pareja Jack Birch, hecho que se dio nuevamente en otras cuatro películas. En 1982 protagonizó Consenting Adults, con Annie Sprinkle y Ron Jeremy y de ahí en adelante sólo estuvo dos cintas más, siendo la última Electric Blue 38, en 1986, de corte softcore.
A mediados de los años 70 (1977-1978) participó en un programa concurso de televisión llamado The Gong Show, alternando como cantante y bailarina. Sus performances en este programa fueron luego parodiadas en Candy Goes to Hollywood, protagonizado también por ella en 1979. En 1982 apareció en un papel secundario en la serie policíaca CHiPs.

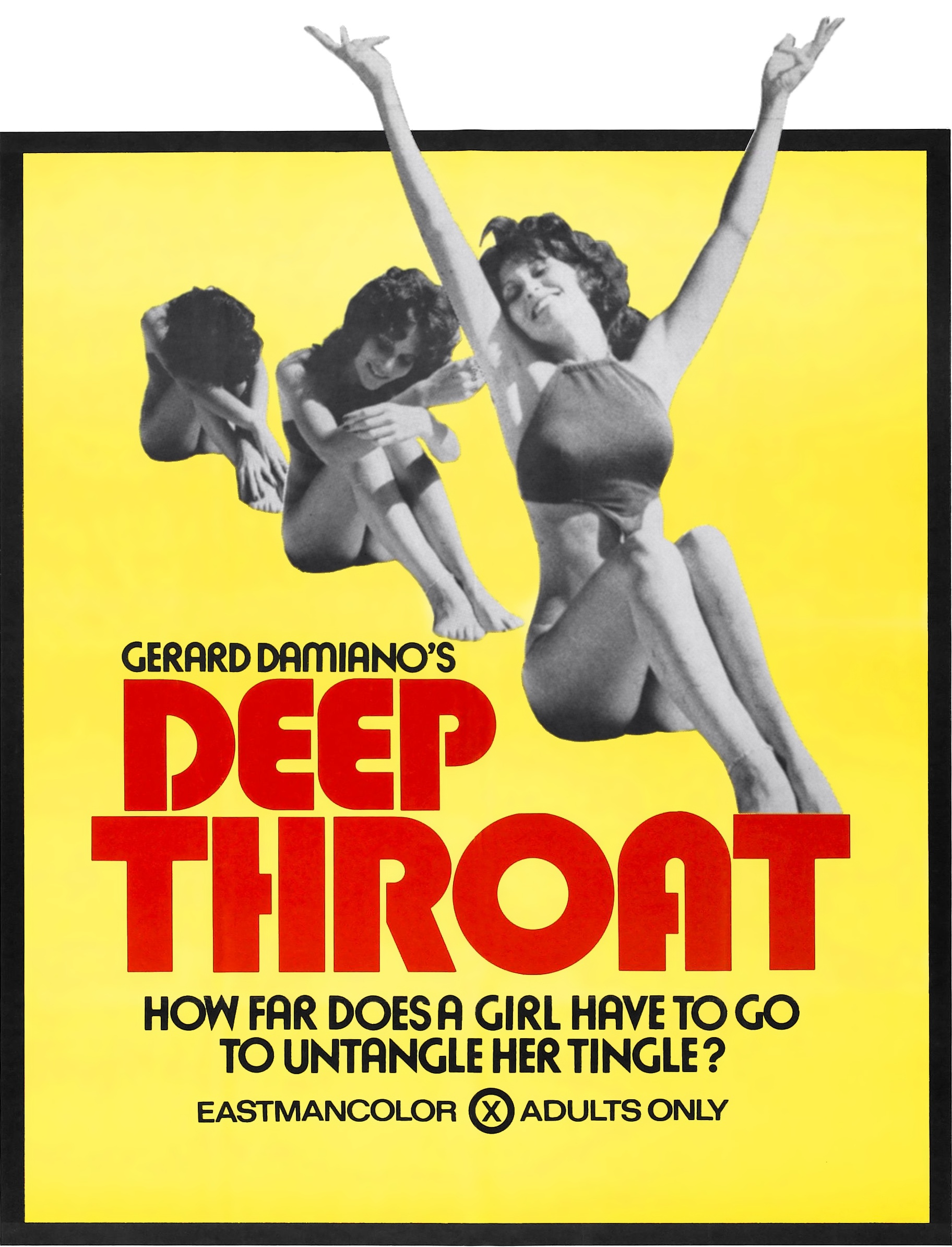
Garganta profunda, una de las películas icónicas del cine adulto.

Su relación con Jack Birch dio lugar en 1982 al nacimiento de su primera hija, Thora Birch la cual también se dedicó a ser actriz desde pequeña, interpretando papeles infantiles, como el de Hocus Pocus en 1993.

## Filmografía
- Peligro línea... 7000 - Mesera (1965)
- Garganta profunda - Enfermera del Dr. Young (1972)
- Cousin Betty  - Caroline (1972)
- School Teachers Weekend Vacation - Lucy (1972)
- Weekend Tail - Chica (1972)
- Daddy's Rich  - Carol (1972)
- Road of Death - Lisa Jensen (1973)
- My Bed Is Crowded - Carol (1973)
- Experimental Marriage - Carol (1973)
- The Water People - Carol Kaiser (1973)
- Dear Throat - Gina (1973)
- Touch Now, Pay Later - Carol (1973)
- Money from Home - Mary (1973)
- The Bride's Initiation - Miss Richmond (1976)
- Lèche-moi partout - Chica (1978)
- Erotic Adventures of Candy - Candy (1978)
- Sweet savage- Miss Lilly (1979)
- Candy Goes to Hollywood (1979)
- Midnight Blue 2 - Muchacha (1980)
- Desire for Men - Jean (1981)
- Consenting Adults - juez del concurso (1982)
- La jungla de cemento - Carol Davies (1982)
- CHiPs - Mujer piloto (1982)
- Candy Goes to Washington - Señora (1983)
- Electric Blue 38 - Madre de Tammy (1986)